# 中村一樹
中村一樹（なかむら いつき、1972年9月18日 - ）は、日本の実業家、教育者（資格取得アドバイザー）。株式会社ビーグッド教育企画元代表取締役、株式会社クイック教育システムズ代表取締役。拓殖大学商学部講師。多数の資格保有者である。

## 経歴
- 1972年9月18日 三重県四日市市にて生誕（戸籍上は京都府八幡市出身）。

【学歴関係】
- 1985年3月 京都府八幡市立八幡第五小学校卒業
- 1988年3月 洛星中学校卒業
- 1991年3月 洛星高等学校卒業
- 1995年3月 東京大学工学部化学システム工学科卒業
- 2008年4月 東亜大学大学院総合学術研究科法学専攻に入学。2010年3月、同研究科同専攻修了。

【職歴関係】
- 1999年12月より株式会社ビーグッド教育企画の代表取締役を10年間務める。主に社会人に対する教育ソリューション事業を展開する。
- 2000年4月より文化女子大学の講師として1年間勤務した。「旅行業法」の講義を担当。
- 2003年4月より拓殖大学商学部の講師として勤務し、現在に至る。「職業能力基礎」「旅行業講座」「通関業講座」などを担当。
- 2004年4月より日本プロスポーツ協会のキャリアサポート委員会の委員を2年間務める。
- 2007年1月より株式会社クイック教育システムズの代表取締役を務め、現在に至る。主に学生の就職支援のために講座を展開すると同時に、講演業・執筆業に精力的にあたる。
- 2010年まで、文部科学省の「検定試験の評価の在り方に関する有識者会議」の委員を務める。有識者会議の成果として、検定試験の評価に関するガイドライン作成に一役を担う。
- 2009年から現在に至るまで、日本女子体育大学のキャリアセンターにて、キャリアカウンセラーを務めている。

## 著書
- 「警視庁警察官I類採用本試験大全」シリーズ 三修社 (2005)
- 「大人のための最短・最速勉強法」PHP研究所 (2007)
- 「すごい検定258―趣味に!仕事に!脳トレに!」テクスト (2008)
- 「60日で取れるとっておきのお得な資格」洋泉社 (2009)
- 「1週間で書ける!公務員合格作文」三修社 (2009)
- 「SPIテストセンター問題集 完全版」高橋書店 (2009)
- 「うかるぞ貸金業務主任者資格試験」週刊住宅新聞社 (2009)
- 「うかるぞ貸金業務取扱主任者資格試験』週刊住宅新聞社 (2009)
- 「中村流市役所合格必勝過去問」三修社 (2010)
- 「公立保育士採用試験の合格知識問題集」シリーズ 三修社 (2010)
- 「大卒公務員の1問1答」シリーズ 三修社 (2010)
- 「この一冊だけでSPI2を完全制覇!SPI2完璧対策（日経就職シリーズ) 」日経HR (2011)
- 「中村一樹式SPI2ドリル内定の力500」三和書籍 (2011)
- 「公務員 福祉職・心理職の合格知識」三修社 (2011)

## テレビ
- ヴァンガ道（テレビ愛知、2013年12月14日 (#37)）- 「じまざつ」特別講師
  - 751個の資格を持っている平成の資格王と紹介されたが、「2つ増えて753になりました」と本人が発言
  - 主な資格にほめる達人検定、声優検定など